# De Cock en de dode minnaars
De Cock en de dode minnaars is het zesentwintigste deel uit de detectiveserie De Cock van de Nederlandse schrijver Appie Baantjer waarin rechercheurs Jurriaan 'Jurre' de Cock en Dick Vledder de moord oplossen op een jongeman zonder vaste woon- en verblijfplaats.

## Verhaal
Op een koude novemberdag slenteren de rechercheurs De Cock en Vledder naar het gebouw van Arti et Amicitiae, dat buiten hun politiedistrict ligt. Op verzoek van commissaris Buitendam heeft De Cock toegezegd een extra oogje in het zeil te houden bij een belangrijke kunsttentoonstelling. Manfred van Nettelhorst, een goede kennis van de commissaris, stelt er eer in om zijn privéverzameling ten toon te stellen. In het gebouw zijn ze getuige van een incident. Een bejaarde vrouw haalt een zilveren sierkan van haar sokkel en wordt onmiddellijk door een boos gillende Manfred tot de orde geroepen. Juist als De Cock al besloten heeft dat hij beter weg kan gaan, krijgt hij een telefoontje van de wachtcommandant aan de Warmoesstraat. In de Van Beuningenstraat is een dode jongeman gevonden, met handboeien geketend aan de verwarming. Op de plaats delict blijkt hij een schotwond tussen zijn ogen te hebben. De bewoonster van de etage is ene Antoinette van der Graaf. Dick Vledder constateert dat de handboeien politie-exemplaren zijn. Hij kan het lijk met zijn eigen sleuteltje losmaken van de verwarming. In de nabespreking worden de twee rechercheurs gestoord door de bewoonster. Ze nemen haar mee en sluiten haar op in het cellencomplex van de Warmoesstraat.
De Cock neemt Antoinette een verhoor af, waarin ze zelf vraagt wat ze met Robbert hebben gedaan? Ze vertelt dat ze hem een paar dagen geleden van straat heeft opgepikt en mee naar huis genomen. Het bleek een makkelijke man die zich gedwee aan de verwarming liet ketenen. Zijn liefde voor ene Thérèse zou hem naar eigen zeggen in groot gevaar hebben gebracht. De twee rechercheurs zoeken door naar de ware identiteit van deze dode Robbert. Ze worden gestoord door een brutale Marius van der Graaf, die zijn zus "Tonie" wil spreken. Hij krijgt haar niet te zien en heeft dan al toegegeven dat de gevonden handboeien via hem bij zijn zus zijn beland om te bewaren. Vlak na zijn vertrek krijgt Dick Vledder een bericht van het bureau Lijnbaansgracht. In het tentoonstellingscomplex Arti et Amicitiae heeft een gemaskerde man een zilveren sierkan van de hand van zilversmid Paulus van Vianen geroofd ter waarde van 1,5 miljoen gulden.
De volgende ochtend maakt Dick Vledder De Cock melding van een recalcitrante commissaris Buitendam. De Cock besluit deze keer vriendelijk te gaan vernemen wat er aan schort. Bij zijn chef is ook aanwezig Manfred van Nettelhorst. De Cock en Manfred voeren een debat over de waarde van een kunstwerk versus de waarde van een mensenleven. De poging van De Cock om Antoinette vrij te laten, strandt op onbegrip bij zijn chef. Van Nettelhorst doet een duit in het zakje en verklaart dat De Cock beter zijn sierkan kan opsporen. De Cock laat zich nu de kamer uitsturen door zijn chef de suggestie te doen in het vervolg zijn vrienden beter te kiezen. Na een “Eruit” gaat De Cock en hij besluit Antoinette nog maar eens te verhoren. Robbert zou 2 keer bijna het slachtoffer zijn geweest van een moordaanslag. Antoinette is toen langs gegaan bij ene Thérèse aan de Keizersgracht, maar die wist niets beters te doen dan te huilen. De Cock wandelt met Dick Vledder naar het adres van Thérèse de la Fontaine, Keizersgracht 1217. Ze worden ontvangen door Matthias van Heusden, de stiefvader van Thérèse. Hij kent wel ene Robbert Achterberg, met wie Thérèse een soort van vriendschap had. Maar zij is de afgelopen nacht het huis met een koffertje met onbekende bestemming ontvlucht. Hij beschuldigt spontaan zijn ex, Maria de la Fontaine, Robbert te hebben omgebracht.
De twee rechercheurs besluiten om nu toch maar eens informatie in te winnen bij Smalle Lowietje. Lowie is weer eens goed bij de les. Hij kent Maria als Maria de Gans, die haar naam voor een solocarrière van haar dochter Thérèse inruilde voor Maria de la Fontaine. En de dode fotograaf Robbert zat in de porno. Terug op het politiebureau zit Maria de Gans al een uurtje op de rechercheurs te wachten. Ze beschuldigt via Thérèse Robbert van het vervaardigen van kinderporno. Ruim een jaar geleden is de vriend van Thérèse bij een auto-ongeluk omgekomen. Deze Evert-Jan de Groeve was een echte vriend. Haar stiefvader heeft haar daarna verkocht aan een rijke stinkerd, ene Manfred van Nettelhorst. En dat laatste begrijpt Dick Vledder nu weer niet want Manfred staat te boek als homofiel. De nabespreking van de rechercheurs wordt onderbroken door de binnenkomst van makelaar Henri de Groeve, die als weduwnaar zijn enige zoon heeft verloren. Na een warrig verhaal over de lotsbestemming van Evert-Jan en Thérèse, verklaart hij haar ergens veilig te hebben ondergebracht. Op haar verzoek zal hij niet zeggen waar. Maar ze is bang te worden vermoord.
Dick Vledder heeft Antoinette vrij weten te praten bij commissaris Buitendam. Toen hij haar thuisbracht had de buurman nieuwe sloten laten aanbrengen, omdat hij het geloop van haar broer Marius zat was. Dick heeft ook nog details van de kunstroof via bureau Lijnbaansgracht. Een slag met een loden pijp op de bewaker en de vlucht van een motorrijder. De Cock besluit nu met spoed naar het huisadres van Marius van der Graaf aan de Marnixkade te gaan. Het wordt een inkijkoperatie met behulp van het apparaatje van Handige Henkie. Tussen de afwas vindt De Cock de zilveren gestolen sierkan. De Cock vindt Marius slordig en dat moet Dick Vledder maar duidelijk in zijn proces-verbaal laten uitkomen. Buitendam mag de volgende ochtend klaar zitten met zijn vriend Manfred om de binnenkomst van De Cock te aanschouwen. Voor de zekerheid neemt hij de sierkan mee naar huis.
De volgende ochtend wordt De Cock bij chef Buitendam ontboden. Want laatstgenoemde wil eerst vertrouwelijk praten voordat Manfred komt. Maar het gesprek loopt toch weer uit de hand en De Cock wordt de kamer uitgestuurd op het moment dat Manfred aanklopt. De Cock confronteert hem met de moord op Robbert Achterberg en de hervonden sierkan. Manfred stottert slechts dat dit niet kan. De Cock zegt terug bij Vledder dat de diefstal stinkt. Dick heeft informatie van de zedenpolitie. Twee FBI-rechercheurs zijn twee weken geleden in Amsterdam aangekomen om Robbert wegens het vervaardigen en exporteren van kinderporno te arresteren. De Cock geeft Vledder opdracht de collega's van de Lijnbaansgracht te melden dat de ontvreemde sierkan inmiddels op het bureau van commissaris Buitendam staat en waar ze is teruggevonden. Zelf brengt hij een condoleancebezoek aan de moeder van Robbert. Zij is op de hoogte van de fotografie van haar zoon en heeft bezoek gehad van twee rechercheurs van de zedenpolitie. Maar het echte gevaar voor haar Robbert school in ene Thérèse, die zelf zei dat er een vloek op haar rustte.
Op het bureau wisselt De Cock uitgebreid van gedachten met Dick Vledder over de vloek. Dan meldt zich Matthias van Heusden. Na een pittig verhoor geeft hij toe dat hij zijn stiefdochter aan de homofiele kunstverzamelaar heeft verkocht. Ze kregen een fraai huis aan de Keizersgracht en een vorstelijke maandelijkse toelage, mits Thérèse onbezoedeld zou blijven. Daartoe werden in het pand twee bodyguards gestationeerd. De Cock krijgt een beeld dat Thérèse dienstdeed als exclusief kunstbezit. Toen een van de lijfwachten avances begon te maken, liet Matthias ze allebei wegsturen. Hij nam zelf de bewaking over, maar liet weer wel toe dat Robbert in het pand onderdook. Robbert ontvluchtte het pand aan de Keizersgracht en ook Thérèse verdween. De twee rechercheurs besluiten wederom bij Smalle Lowietje binnen te lopen. De caféhouder weet te melden dat Marius van der Graaf en ‘’De Beau’’ de stad zijn uitgevlucht, nu het bureau Lijnbaansgracht Marius zoekt als de sierkandief. Maar zij waren al eerder op de vlucht voor hun rijke baas, Manfred van Nettelhorst.
Teruglopend filosofeert De Cock met Dick Vledder over de bezoedelde sierkan. Manfred van Nettelhorst lijkt nu toch wel een potentiële moordenaar te zijn. De Cock besluit eerst nog eens het pand van Van Heusden aan de Keizersgracht te bezoeken. Matthias zelf is uitgenodigd voor een gesprek aan de Warmoesstraat bij rechercheur Fred Prins. De Cock verschaft zich toegang in het pand aan de Keizersgracht met hulp van het apparaat van Handige Henkie. De rechercheur legt Vledder binnen de telefoonsituatie uit. Het oude kantoorpand bezit 3 buitenlijnen en in elk vertrek is een toestel. Tijdens hun speurtocht betrappen ze de binnenkomende Antoinette van der Graaf. Ze beweert een koffer met geld van Robbert Achterberg te komen ophalen. Terug op het politiebureau krijgt Dick Vledder een telefoontje van Maria de Gans. Ze meldt dat De Beau dood is. Dick Vledder rijdt de politievolkswagen naar Baarn, Prinses Marielaan 8. Maria is blij dat de rechercheurs er zijn. Anderhalf uur eerder belde Thérèse haar op dat De Beau was doodgeschoten. Het is het pand waarin Henri de Groeve haar ter bescherming had ondergebracht. Binnen herkent De Cock de doodgeschoten man aan een signalement dat Smalle Lowietje hem al had gegeven. Maria zegt dat na de schoten De Beau nog enige minuten heeft geleefd en in Thérèse haar armen is gestorven. Maria de Gans heeft hem in deze villa ondergebracht bij haar dochter, toen hij van plan was terug naar Frankrijk te vluchten. Als moeder wilde ze de twee geliefden niet scheiden. Dick Vledder vindt een identiteitsbewijs op de dode, Charles Montagne, 28 jaar oud uit Lyon. De twee rechercheurs bemerken beiden opeens een treffende gelijkenis met hun schietinstructeur, Harold Buis.
Maria de Gans heeft koffie gezet en de twee rechercheurs maken voor het eerst kennis met haar dochter Thérèse de la Fontaine. Ze nam de bepaling dat er geen mannen in haar omgeving mochten komen eerst niet erg serieus. Maar na het voorval met Robbert Achterberg voelde ze de dreiging van Manfred van Nettelhorst. Na een telefoontje van ene Antoinette die Robbert had opgepikt, vluchtte ze naar de enige man die ze nog vertrouwde. Henri de Groeve bracht haar in deze villa in Baarn onder. Ze beschuldigt Matthias van Heusden van de moord op Robbert. Na het vervullen van de nodige formaliteiten met de plaatselijke politie, rijden de twee rechercheurs terug naar Amsterdam. Harold Buis werkt inmiddels bij de Vreemdelingendienst en kent uit dien hoofde Charles Montagne. De Cock doet met succes een beroep op zijn levende collega. Met een kogelvrij vest en de mantel uit Baarn van De Beau is hij een lokaas voor de moordenaar. De Cock belt aan op de Keizersgracht bij Henri de Groeve en uit zijn schaduw stapt Harold Buis. De grijze rechercheur arresteert de angstige en verbijsterde Henri voor moord.
De Cock legt het thuis uit voor Dick Vledder, Fred Prins en Harold Buis. Maria en dochter Thérèse hebben cognac de Napoleon laten bezorgen via Lowietje. De Cock heeft inmiddels een goed gesprek gehad met Henri de Groeve. Hij woont aan de even kant van de Keizersgracht precies tegenover het pand waar Thérèse was gaan wonen. Na het auto-ongeluk van zijn zoon, kon hij niet verdragen dat Thérèse aan iemand anders zou toebehoren. Daarom ruimde hij al haar minnaars uit de weg. Maar toch heeft De Cock heel lang Manfred van Nettelhorst als dader gezien. Aan het eind van de avond wil Dick Vledder nog weten wat er met de geldkoffer is gebeurd? De Cock heeft op de begrafenis van Robbert met zijn moeder gesproken, die het geld niet nodig had. Toen heeft De Cock de koffer maar naar Antoinette gebracht, tot grote tevredenheid van Dick Vledder.